# E. Franklin Frazier
Pôster do Escritorio de Informação de Guerra. Divisão de Operaçoes Domésticas. News Bureau, 1943

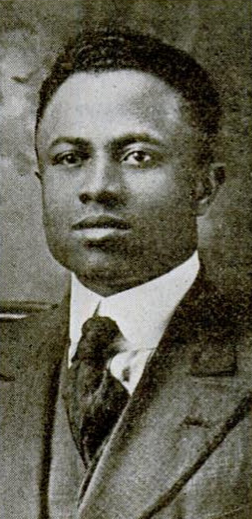
Frazier em 1922

Edward Franklin Frazier ( /ˈfreɪʒər/; 24 de setembro de 1894 - 17 de maio de 1962), foi um sociólogo e autor americano, publicando como E. Franklin Frazier. Seu doutorado em 1932. a dissertação foi publicada como um livro intitulado The Negro Family in the United States (1939); analisou as forças históricas que influenciaram o desenvolvimento da família afro-americana desde a época da escravidão até meados da década de 1930. O livro foi premiado com o Anisfield-Wolf Book Award de 1940 pelo trabalho mais significativo no campo das relações raciais. Foi um dos primeiros trabalhos sociológicos sobre negros pesquisados e escritos por um negro.
Em 1948 Frazier foi eleito como o primeiro presidente negro da American Sociological Association. Publicou vários outros livros e artigos sobre a cultura afro-americana e as relações raciais. Em 1950 Frazier ajudou a redigir a declaração da UNESCO The Race Question.
Frazier escreveu uma dúzia de livros em sua vida, incluindo The Black Bourgeoisie, uma crítica à classe média negra na qual questionava a eficácia dos negócios afro-americanos para produzir igualdade racial.

## Biografia
Frazier nasceu em Baltimore em 1894 como um dos cinco filhos de James H. Frazier, um mensageiro do banco, e Mary (Clark) Frazier, uma dona de casa. Ele frequentou as escolas públicas de Baltimore, que eram legalmente segregadas naquelas décadas. Após sua formatura em 1912 na Colored High and Training School em Baltimore (renomeada em 1923 como Frederick Douglass High School), Frazier recebeu a bolsa anual da escola para a Howard University, uma proeminente faculdade historicamente negra .
Ele se formou com honras de Howard em 1916. Frazier era um grande estudioso, estudando latim, grego, alemão e matemática. Ele também participou de atividades extracurriculares, incluindo teatro, ciência política, a Associação Nacional para o Avanço das Pessoas de Cor (NAACP) e a Sociedade Socialista Intercolegial . Ele foi eleito presidente de classe em 1915 e 1916.
Após a formatura de Howard, Frazier frequentou a Clark University em Worcester, Massachusetts, onde obteve um mestrado em 1920. O tema de sua tese foi Novas correntes de pensamento entre as pessoas de cor da América. Durante seu tempo na Clark, Frazier começou a estudar sociologia, combinando sua abordagem com seu profundo interesse pela história e cultura afro-americana. Frazier passou 1920-1921 como bolsista da Russell Sage Foundation na New York School of Social Work (mais tarde parte da Columbia University ).
Frazier ensinou sociologia no Morehouse College, uma instituição historicamente negra em Atlanta, onde estabeleceu o que é conhecido no século 21 como a Escola de Serviço Social da Universidade de Atlanta. Em 1927 Frazier publicou seu artigo intitulado "A Patologia do Preconceito Racial" no Fórum. Usando termos freudianos, ele escreveu que o preconceito era "comportamento anormal", característico da "insanidade", incluindo dissociação, pensamento delirante, racionalização, projeção e paranóia. Os brancos no Sul, ele argumentou, foram literalmente enlouquecidos pelo "complexo negro", a ponto de "homens e mulheres que são gentis e cumpridores da lei se entregarem às formas mais revoltantes de crueldade contra os negros."
Um jornal de Atlanta publicou um editorial contra o trabalho de Frazier, que indiretamente divulgou seu artigo. Já planejando se mudar para Chicago, Frazier e sua família deixaram Atlanta cedo por causa de graves ameaças feitas contra eles devido à controvérsia e hostilidade entre os brancos gerada por seu artigo. Ele tinha uma bolsa do departamento de sociologia da Universidade de Chicago . Seus estudos em Chicago culminaram em seu doutorado em 1931.
Frazier também lecionou na Universidade Fisk durante esse período, de 1929 a 1934. Naquele ano ele retornou à Howard University, onde lecionou de 1934 até sua morte em 1962. Depois de fundar e liderar o capítulo DC da American Sociological Association, Frazier foi eleito seu primeiro presidente negro em 1948. Em Howard, Frazier foi um membro proeminente da Howard School of International Relations, onde sua bolsa de estudos e pesquisas aumentaram Race and Empire in International Affairs.
Em sua pesquisa e escrita, Frazier adotou uma abordagem que examinou fatores econômicos, políticos e atitudinais que moldam os sistemas de relações sociais. Ele pressionava continuamente para encontrar a "realidade social" em qualquer contexto que investigasse. Sua estatura foi reconhecida por sua eleição em 1948 como o primeiro presidente negro da American Sociological Association. "Ele foi estabelecido como o principal estudioso americano sobre a família negra e também foi reconhecido como um dos principais teóricos da dinâmica da mudança social e das relações raciais ".
A posição de Frazier enfatizou os desenvolvimentos culturais afro-americanos como um processo de acomodação às novas condições nas Américas. Black Bourgeoisie de Frazier, a tradução inglesa de 1957 de um trabalho publicado pela primeira vez em francês em 1955, foi um exame crítico da adoção por afro-americanos de classe média de um conservadorismo subserviente. Seu livro recebeu "críticas mistas e duras críticas da classe média e profissional negra. No entanto, Frazier defendeu solidamente seu argumento de que a classe média negra era marcada pelo consumo conspícuo, realização de desejos e um mundo de faz-de-conta."
Frazier publicou oito livros, 89 artigos e 18 capítulos em livros editados por terceiros. 
Frazier morreu em 17 de maio de 1962, aos 67 anos, em Washington, DC Ele foi considerado um dos afro-americanos de maior impacto acadêmico, devido a sua influência em diversas instituições públicas e pelas ações no sentido de aceitar as demandas dos afro-americanos por igualdade econômica, política e social na vida americana.
Alguns dos escritos de Frazier geraram polêmica na comunidade negra por seu foco nos efeitos da escravidão e como ela dividiu a família negra. Durante a era McCarthy, quando havia pressão política conservadora contra os liberais, Frazier apoiou os direitos civis dos afro-americanos; foi também membro do Conselho de Assuntos Africanos.

## Legado e homenagens
- A Howard University nomeou seu Centro E. Franklin Frazier para Pesquisa em Serviço Social em sua homenagem.
- A Clark University criou uma cátedra e uma cátedra em seu nome: The E. Franklin Frazier Chair and Professor of English.

## Trabalhos publicados
- The Free Negro Family: a Study of Family Origins Before the Civil War (Nashville: Fisk University Press, 1932)
- A Família Negra em Chicago (Chicago: University of Chicago Press, 1932)
- A Família Negra nos Estados Unidos (Chicago: University of Chicago Press, 1939)
- Negro Youth at the Crossways: Their Personality Development in the Middle States (Washington, DC: Conselho Americano de Educação, 1940)
- A Família Negra na Bahia, Brasil (1942)
- O Negro nos Estados Unidos (Nova York: Macmillan, 1949)
- The Integration of the Negro into American Society (editor) (Washington, DC: Howard University Press, 1951.
- Bourgeoisie noire (Paris: Plon, 1955)
- Black Bourgeoisie (tradução de Bourgeoisie noire ) (Glencoe, IL: Free Press, 1957)
- Contatos de raça e cultura no mundo moderno (Nova York: Knopf, 1957)
- A Igreja Negra na América (New York: Schocken Books, 1963)
- On Race Relations: Selected Writings, editado e com introdução de G. Franklin Edwards, (Chicago: University of Chicago Press, 1968)